# Ши Миндэ (дипломат)
Ши Миндэ (кит. 史明德, пиньинь: Shǐ Míngdé, род. в 1954 г., Шанхай) — китайский дипломат, с августа 2012 года — Посол Китая в Германии.
Его предшественником на этом посту был У Хунбо.
С августа 2010 года по август 2012 года был послом в Австрии.

## Взгляды, высказывания, позиция по международным вопросам
- По поводу посещения 26 декабря 2013 года премьер-министром Японии Синдзо Абэ токийского храма Ясукуни, который Китай рассматривает как символ прошлого милитаризма Токио, Ши Миндэ в интервью немецкой газете позволил сравнение между посещением Абэ святыни и нацистами: «Представьте себе, что канцлер Германии посетит бункер Гитлера вместо мемориала Холокоста, чтобы возложить цветы. Это было бы немыслимо».[2]
- По вопросу о планируемом введении ЕС санкций против России в связи с кризисом на Украине, 13 марта 2014 года Ши Миндэ заявил, что введение Евросоюзом санкций против России нецелесообразно, так как это может привести к непредсказуемым последствиям.[3]